# Маршан, Корин
Кори́н Марша́н (фр. Corinne Marchand с настоящим именем Дени́з Мари́ Рене́ Марша́н фр. Denise Marie Renée Marchand; 4 декабря 1931, Париж, Франция) — французская певица и актриса. Стала известной после исполнения главной роли в фильме Аньес Варда «Клео от 5 до 7».

## Биография
После обучения пению и танцам Корин Маршан начинает профессиональную жизнь с певческих выступлений в провинции. Потом она зарабатывает на жизнь в Париже артисткой кабаре La Nouvelle Eve (Новая Ева), прежде чем выступать вместе с Бурвилем и Жоржем Гетари (фр. Georges Guétary) в опереттах A la Jamaïque (На Ямайке, 1954) и Pacifico (Пасифико, 1958). В то же время она увлеченно учится на курсах актёрского мастерства у Робера Видали (фр. Robert Vidalie), а потом — у Алика Русселя (фр. Alik Roussel) в Théâtre La Bruyère.
Корин Маршан скромно дебютирует в кино в 1954 году у Андре Юнебеля в эпизодической роли восточной танцовщицы, где её замечает 1-й ассистент режиссёра Бернар Тублан-Мишель (фр. Bernard Toublanc-Michel) и представляет Жаку Деми. Так, она появляется вместе с Анук Эме в сценах в кабаре L’Eldorado в фильме Lola (Лола, 1961). Затем Деми привлекает её для своей интерпретации одного из семи смертных грехов (Les Sept Péchés capitaux), после чего вместе с Тублан-Мишелем она входит в состав съёмочной группы фильма Аньес Варда Cléo de 5 à 7 (Клео от 5 до 7), где исполняет главную роль певицы, страдающей от рака. Вышедший в феврале 1962 года фильм производит сенсацию и в одночасье делает Корин Маршан очень известной.
Как многообещающая молодая актриса она получает приз Сюзанны Бьянкетти (фр. Prix Suzanne-Bianchetti), и Карло Понти предлагает ей контракт на съёмки в Италии, от которого она, однако, отказывается. Объяснение этому можно найти в её словах, произнесенных после главной роли в драме Une femme est passée (Ничего не происходит, 1963) Бардема, главной женской роли в спагетти-вестерне Arizona Colt (Аризона Кольт, 1966) и в мелодраме Les Sultans (Итальянская любовница, 1966) в паре с Джиной Лоллобриджидой, когда она заявляет, что устала «играть плакальщиц, печальных женщин с кучей проблем». Корин Маршан решает обратиться к комедии, но ни Le Canard en fer blanc (Утка в белом вине, 1967) Жака Пуатрено (фр. Jacques Poitrenaud), ни Du mou dans la gâchette (Лёгкий курок, 1967) не внесли весомого вклада в её карьеру.
В 70-е годы она играет второстепенные роли в двух фильмах, которые будут иметь определённое влияние: Borsalino (Борсалино, 1970) и Le Passager de la pluie (Пассажир дождя, 1970). Она продолжает сниматься у режиссёров с мировой репутацией, но отныне кино будет предлагать Корине Маршан только кратковременные появления на экране, среди которых можно отметить жену Джорджо (Марчелло Мастроянни) в комедийной драме о сексуальности Марко Феррери Liza (Лиза, 1972), торговку мебелью в комедии Coup de tête (Удар головой, 1979) Жан-Жака Анно, Энн Макгрегор в экранизации исторического романа Мориса Денюзьера (фр. Maurice Denuzière) Филиппом де Брока Louisiane (Луизиана, 1984) или обманутую мужчиной даму полусвета в адаптации одноимённой новеллы Грэма Грина Джорджем Кьюкором Voyages avec ma tante (Путешествия с моей тётей, 1972).
Параллельно съёмкам в кино в 60-е—70-е годы Корин Маршан записывает несколько пластинок, являясь автором музыки и текста некоторых песен, вместе с этим она никогда не оставляет театр и много снимается на телевидении. В частности, она возобновляет сотрудничество с Жаном Деланнуа для телефильма Le Crime de Pierre Lacaze (Преступление Пьера Лаказа, 1983), воплощает мадам де Помпадур в C’est arrivé à Paris (Это было в Париже, 1977) Франсуа Вилье (фр. Francois Villiers), исполняет главные роли в 36 эпизодах сериала Une autre vie (Другая жизнь, 1970) Луи Гропьера (фр. Louis Grospierre), созданного на основе реальных событий, и в 25 эпизодах сериала Un homme, une ville (Человек, город, 1972) Жозефа Дрималя (фр. Joseph Drimal). Без неё также не обходятся популярные детективные сериалы Les Enquêtes du commissaire Maigret (Расследования комиссара Мегрэ), Les Cinq Dernières Minutes (Последние пять минут) и Navarro (Комиссар Наварро).
В 1987 году Клод Лелуш привлекает её в мелодраму Attention bandits! (Бандит), а в 1994 году у Патриса Леконта (фр. Patrice Leconte) в романтической комедии Le Parfum d’Yvonne (Аромат Ивоны) она берёт на себя роль более зрелой женщины.
С началом нового века Корин Маршан исчезает с экранов, но в 2004 году Люсиль Хадзихалилович удаётся убедить её исполнить роль директора школы в своём фильме Innocence (Невинность), которая оказывается не последней.
В 2016 году в возрасте 85 лет актриса играет мать скрипача Симона, героя драмы Рашида Ами (фр. Rachid Hami) La mélodie (Мелодия).

## Награда
| Год  | Премия                                                                                                 | Фильм            | Награда                | Результат |
| ---- | --- | ---------------- | ---------------------- | --------- |
| 1962 | Общество драматических авторов и композиторов (Société des auteurs et compositeurs dramatiques — SACD) | «Клео от 5 до 7» | Приз Сюзанны Бьянкетти | Победа    |

## Карьера

### Фильмография
| Работы в кино | Работы в кино               | Работы в кино                                                                                | Работы в кино                                                                        | Работы в кино                                   | Работы в кино                                            |
| Год           | Жанр                        | Русское название                                                                             | Оригинальное название                                                                | Режиссёр                                        | Примечание                                               |
| ------------- | --------------------------- | -------------------------------------------------------------------------------------------- | ------------------------------------------------------------------------------------ | ----------------------------------------------- | -------------------------------------------------------- |
| 1954          | х/ф                         | «Кадет Руссель»                                                                              | Cadet Rousselle                                                                      | Андре Юнебель                                   | восточная танцовщица                                     |
| 1955          | х/ф                         | «Наполеон: путь к вершине»                                                                   | Napoléon                                                                             | Саша Гитри                                      |                                                          |
| 1955          | х/ф                         | «Нож к горлу»                                                                                | Le Couteau sous la gorge                                                             | Jacques Séverac                                 | клиентка кабаре (в титрах отсутствует)                   |
| 1957          | х/ф                         | «Дайте мне мой шанс»                                                                         | Donnez-moi ma chance                                                                 | Léonide Moguy                                   | Хильда                                                   |
| 1958          | х/ф                         | «Жижи»                                                                                       | Gigi                                                                                 | Винсент Миннелли                                | молодая леди с белым зонтиком (в титрах отсутствует)     |
| 1958          | х/ф                         | «Остановите убийства»                                                                        | Arrêtez le massacre                                                                  | Андре Юнебель                                   | Ванда                                                    |
| 1959          | док. т/сериал               | «Континенты без визы»                                                                        | Continents sans visa                                                                 |                                                 | она сама                                                 |
| 1961          | х/ф                         | «Лола»                                                                                       | Lola                                                                                 | Жак Деми                                        | Дейзи                                                    |
| 1962          | телепередача                | «Большая фарандола», эпизод от 31.12.1962                                                    | La grande farandole, эпизод от 31.12.1962                                            | Guy Lessertisseur                               | она сама, исполнительница песни Il faut si peu de choses |
| 1962          | х/ф                         | «Семь смертных грехов», эпизод «Сластолюбие»                                                 | Les sept péchés capitaux, эпизод La Luxure                                           | Жак Деми                                        | девушка на улице (в титрах отсутствует)                  |
| 1962          | х/ф                         | «Клео от 5 до 7»                                                                             | Cléo de 5 à 7                                                                        | Аньес Варда                                     | Флоранс, или Клео                                        |
| 1962          | х/ф                         | «Свобода 1»                                                                                  | Liberté 1                                                                            | Ив Сиампи                                       | Анна                                                     |
| 1964          | телепередача                | «Зелёный виноград», эпизод от 10.02.1964                                                     | Les Raisins verts, эпизод от 10.02.1964                                              | Jean-Christophe Averty                          | она сама                                                 |
| 1964          | т/ф                         | «Развлечение»                                                                                | Passe-temps                                                                          | François Chatel                                 |                                                          |
| 1964          | т/ф                         |                                                                                              | La confrontation                                                                     | Yves-André Hubert                               | Николь                                                   |
| 1965          | х/ф                         | «Ничего не происходит»                                                                       | Une femme est passée / Nunca pasa nada                                               | Хуан Антонио Бардем                             | Жаклин                                                   |
| 1965          | х/ф                         | «Время истины»                                                                               | L’heure de la vérité                                                                 | Henri Calef                                     | Дэлия                                                    |
| 1965          | телепередача (RTF 1)        | «Рождественские игры», выпуск 24.12.1965                                                     | Jeux de Noël, выпуск 24.12.1965                                                      |                                                 | телеведущая                                              |
| 1966          | х/ф                         | «Итальянская любовница» / «Султаны»                                                          | Les Sultans                                                                          | Жан Деланнуа                                    | Мирей                                                    |
| 1966          | х/ф                         | «Аризона Кольт»                                                                              | Arizona Colt / Il pistolero di Arizona                                               | Michele Lupo                                    | Джейн                                                    |
| 1966          | х/ф                         | «Утка в белом вине»                                                                          | Le Canard en fer blanc                                                               | Jacques Poitrenaud                              | Мария                                                    |
| 1967          | х/ф                         | «Лёгкий курок»                                                                               | Du mou dans la gâchette                                                              | Louis Grospierre                                | Валери                                                   |
| 1968          | х/ф                         | «Пленница»                                                                                   | La Prisonnière                                                                       | Анри-Жорж Клузо                                 |                                                          |
| 1969          | т/ф                         | «Газоны Багателя»                                                                            | Les pelouses de Bagatelle                                                            | Abder Isker                                     |                                                          |
| 1970          | т/ф                         | «Кувшин»                                                                                     | La cruche                                                                            | André Teisseire                                 | Камилла                                                  |
| 1970          | х/ф                         | «Пассажир дождя»                                                                             | Le Passager de la pluie                                                              | Рене Клеман                                     | Таня                                                     |
| 1970          | х/ф                         | «Борсалино»                                                                                  | Borsalino                                                                            | Жак Дере                                        | мадам Ринальди                                           |
| 1971          | телепередача                | «Субботний вечер», эпизод от 30.01.1971                                                      | Samedi soir, эпизод от 30.01.1971                                                    | Georges Folgoas                                 | она сама                                                 |
| 1971          | телепередача                | «Звёзды песни», эпизод от 09.03.1971                                                         | Les étoiles de la chanson, эпизод от 09 .03.1971                                     |                                                 | она сама                                                 |
| 1971          | т/сериал                    | «Другая жизнь» (36 эпизодов)                                                                 | Une autre vie (36 эпизодов)                                                          | Louis Grospierre                                | Элен                                                     |
| ???           | т/ф (телевидение Швейцарии) | «Чёрные очки»                                                                                | Les Lunettes noires                                                                  |                                                 |                                                          |
| 1971          | т/ф                         | «Робер Макер»                                                                                | Robert Macaire                                                                       | Pierre Bureau                                   | Элоа                                                     |
| 1972          | телепередача                | «Кадет Руссель», эпизод от 29.02.1972                                                        | Cadet Rousselle, эпизод от 29.02.1972                                                | André Fey                                       | она сама                                                 |
| 1972          | х/ф                         | «Инженю»                                                                                     | L’ingénu                                                                             | Norbert Carbonnaux                              | Элизабет                                                 |
| 1972          | т/ф                         | «Лиза» / «Сука»                                                                              | Liza / Scampolo                                                                      | Марко Феррери                                   | жена Джорджо                                             |
| 1972          | т/сериал                    | «Знаменитые побеги», эпизод «Побег герцога Бофора» (1972)                                    | Les Évasions célèbres, эпизод L'évasion du duc de Beaufort (1972)                    | Кристиан-Жак                                    | Анна д`Отриш                                             |
| 1972          | т/ф                         | «Нос нотариуса»                                                                              | Le nez d’un notaire                                                                  | Pierre Bureau                                   | Ирма                                                     |
| 1972          | х/ф                         | «Путешествия с моей тётей»                                                                   | Voyages avec ma tante / Travels with My Aunt                                         | Джордж Кьюкор                                   | Луиза                                                    |
| 1972          | т/ф                         | «Лебедь»                                                                                     | Le cygne                                                                             | Aldo Altit                                      | Снежная королева                                         |
| 1973          | т/сериал                    | «Человек, город» (25 эпизодов)                                                               | Un homme, une ville (25 эпизодов)                                                    | Joseph Drimal                                   | Марта Жюмье                                              |
| 1973          | т/сериал                    | «Календарь истории» (эпизод неизвестен)                                                      | Le calendrier de l’histoire                                                          |                                                 |                                                          |
| 1973          | т/сериал                    | «Свидетельские показания», эпизод «Бог судья»                                                | Témoignages, эпизод Dieu a jugé                                                      | Roger Burckhardt                                |                                                          |
| 1974          | т/сериал                    | «Великие детективы», эпизод «Шевалье Дюпен: украденное письмо» (1974)                        | Les grands détectives, эпизод Le Chevalier Dupin: La lettre volée (1974)             | Александр Астрюк                                | королева                                                 |
| 1974          | т/сериал                    | «Боевой кюре»                                                                                | Un curé de choc                                                                      | Philippe Arnal                                  |                                                          |
| 1975          | х/ф                         |                                                                                              | L’amour aux trousses/ Piège pour une garce                                           | Jean-Marie Pallardy                             | Аньес                                                    |
| 1977          | т/ф                         | «Это случилось в Париже»                                                                     | C’est arrivé à Paris                                                                 | François Villiers                               | мадам де Помпадур                                        |
| ???           | т/ф                         | «Людовик XI»                                                                                 | Louis XI                                                                             | Александр Астрюк                                |                                                          |
| 1979          | х/ф                         | «Удар головой»                                                                               | Coup de tête                                                                         | Жан-Жак Анно                                    | мадам Сивардьер                                          |
| 1979          | т/ф                         | «Судьба Присциллы Дэвис»                                                                     | Le destin de Priscilla Davies                                                        | Реймон Руло                                     | леди Абдин                                               |
| 1979          | док. т/сериал               | «Суд истории», эпизод «Леон Блюм» (1979)                                                     | L’Histoire en jugement, эпизод Léon Blum (1979)                                      | Paul Siegrist                                   |                                                          |
| 1979          | т/ф                         | «Ничего не знать»                                                                            | Ne rien savoir                                                                       | Georges Farrel                                  | Франсуаза                                                |
| 1967—1981     | т/сериал                    | «Сегодня вечером в театре», эпизоды «Отпуск для Джессики» (1967) и «Танец без музыки» (1981) | Au théâtre ce soir, эпизоды Danse sans musique (1981) и Vacances pour Jéssica (1967) | Pierre Sabbagh                                  | Джессика / Леонора Айвори                                |
| 1981          | т/ф                         | «Роман в субботу: Воспоминания двух юных жён»                                                | Le roman du samedi: Mémoires de deux jeunes mariées                                  | Marcel Cravenne                                 | мадам де Шольё                                           |
| 1981          | т/ф                         | «Генрих IV»                                                                                  | Henri IV                                                                             | Jeannette Hubert                                | Матильда                                                 |
| 1982          | х/ф                         | «Нестор Бурма — чумовой сыщик»                                                               | Nestor Burma, détective de choc                                                      | Жан-Люк Мьеш (Jean-Luc Miesch)                  | Клара Нокс                                               |
| 1983          | т/ф                         | «Преступление Пьера Лаказа»                                                                  | Le crime de Pierre Lacaze / l’Heritage de la violence                                | Жан Деланнуа                                    | Лора Бесса                                               |
| 1983          | т/сериал                    | «Спасибо, Сильвестр», эпизод «Прекрасная Дафна» (1983)                                       | Merci Sylvestre, эпизод Merveilleuse Daphné (1983)                                   | Serge Korber                                    | Альба                                                    |
| 1983          | т/сериал                    | «Маленький театр Антенн 2», эпизод «Из-за любви» (1983)                                      | Le petit théâtre d’Antenne 2, эпизод Raison d’amour (1983)                           | Philippe Ronce                                  |                                                          |
| 1983          | мини-т/сериал               | «Капитан X»                                                                                  | Capitaine X                                                                          | Bruno Gantillon                                 | мадам Леруа-Буше                                         |
| 1984          | т/ф                         | «Луизиана»                                                                                   | Louisiana                                                                            | Филипп де Брока, Жак Деми, Etienne Périer       | Анна Мак Грегор                                          |
| 1984          | т/сериал                    | «Улица Карно»                                                                                | Rue Carnot                                                                           | Жан-Пьер Десанья, Pierre Goutas, Gilles Legrand | Армель                                                   |
| 1985          | т/сериал                    | «Зелёная бригада», эпизод Filière poison                                                     | Brigade verte, эпизод Filière poison                                                 | Michael Braun                                   | Мадлен                                                   |
| 1986          | х/ф                         | «Бандит» / «Осторожно, бандиты!» / «Внимание, бандиты!» / «Берегитесь бандитов!»             | Attention bandits!                                                                   | Клод Лелуш                                      | Манюшка                                                  |
| 1967—1990     | т/сериал                    | «Расследования комиссара Мегрэ», эпизод 69 «Мегрэ у министра» (1987)                         | Les enquêtes du commissaire Maigret, эпизод 69 Maigret chez le ministre (1987)       | Луи Гропьер (Louis Grospierre)                  | Катрин                                                   |
| 1958—1996     | т/сериал                    | «Последние пять минут», эпизод Crime blanc bleu (1988)                                       | Les cinq dernières minutes, эпизод 69 Crime blanc bleu (1988)                        | Луи Гропьер (Louis Grospierre)                  | Жислен де Ронсьер                                        |
| 1988          | т/сериал                    | «Алло, ты меня любишь»                                                                       | Allô, tu m’aimes                                                                     | Pierre Goutas                                   | Риголетта                                                |
| 1988          | к/м                         | «Клиент»                                                                                     | Le client                                                                            | Marc Serhan                                     |                                                          |
| 1991          | т/сериал                    | «Наполеон и Европа», эпизод «Москва» (1991)                                                  | Napoléon et l’Europe, эпизод Moscou (1991)                                           | Janusz Majewski                                 |                                                          |
| 1993          | к/м                         | «Белая дама»                                                                                 | La dame blanche                                                                      | Charles Dubois                                  | звезда                                                   |
| 1994          | х/ф                         | «Аромат Ивоны»                                                                               | Le Parfum d’Yvonne                                                                   | Patrice Leconte                                 | патронесса Тийолей                                       |
| 1997          | х/ф                         | «Награда доктора Шульца»                                                                     | Les palmes de M. Schutz                                                              | Клод Пиното                                     | мадам Шульц                                              |
| 1997          | т/ф                         | «Преступление любви»                                                                         | Crime d’amour                                                                        | Maurice Bunio                                   | Женевьева Массон                                         |
| 1997          | т/сериал                    | «Комиссар Наварро» (1989—2006), эпизод «Запах опасности» (1997)                              | Navarro (1989—2006), эпизод Le parfum du danger (1997)                               | Nicolas Ribowski                                | Милен                                                    |
| 1998          | т/сериал                    | «Под солнцем» (1996—2008), 10 эпизодов (1998)                                                | Sous le soleil (1996—2008), 10 эпизодов (1998)                                       | Eric Summer                                     | Колетта                                                  |
| 1997—1999     | т/сериал                    | «Мистер Правосудие», 6 эпизодов                                                              | Un homme en colère, 6 эпизодов                                                       | Bernard Marié, Mireille Lanteri                 | Сюзанна / Сюзанна д`Эстьен                               |
| 2003          | т/сериал                    |                                                                                              | L’instit, эпизод 7x01 Terre battue (2003)                                            | Pat Le Guen-Tenot                               | Франсуаза                                                |
| 2004          | х/ф                         | «Невинность»                                                                                 | Innocence                                                                            | Люсиль Хадзихалилович                           | директор школы                                           |
| 2005          | к/м видео                   | «Клео от 5 до 7: воспоминания и анекдоты»                                                    | Cléo de 5 à 7: souvenirs et anecdotes                                                | Аньес Варда                                     | она сама                                                 |
| 2008          | д/ф                         | «Побережья Аньес»                                                                            | Les plages d’Agnès                                                                   | Аньес Варда                                     | она сама                                                 |
| 2009          | д/ф                         | «Великие режиссёры»                                                                          | Great Directors                                                                      | Angela Ismailos                                 | кадры из фильма «Клео от 5 до 7»                         |
| 1988-         | телепередача                | «Точка зрения», эпизод «Побережья Аньес» (2010)                                              | P.O.V., эпизод The Beaches of Agnes (2010)                                           | Аньес Варда                                     | она сама                                                 |
| 2017          | х/ф                         | «Мелодия»                                                                                    | La mélodie                                                                           | Rachid Hami                                     | Софи (мать Симона)                                       |

### Театр
| Работы в театре | Работы в театре | Работы в театре                  | Работы в театре                                              | Работы в театре                                                        | Работы в театре                                                     | Работы в театре |
| Год             | Жанр            | Русское название                 | Оригинальное название                                        | Авторы                                                                 | Место премьеры                                                      | Примечание      |
| --------------- | --------------- | -------------------------------- | ------------------------------------------------------------ | ---------------------------------------------------------------------- | ------------------------------------------------------------------- | --------------- |
| ???             |                 | «Арчибальд»                      | Archibald                                                    |                                                                        | Théâtre de la Potinière, Париж (Франция)                            |                 |
| ???             | мюзикл          | «Жижи»                           | Gigi                                                         |                                                                        | Théâtre Tête d’Or, Лион (Франция)                                   |                 |
| 1953            | комедия         | «Люсьена и мясник»               | Lucienne et le boucher                                       | Марсель Эме                                                            | Théâtre des Célestins, Лион (Франция)                               |                 |
| 1954            | мюзикл          |                                  | Plein feu                                                    | муз. Поль Мисраки и Fred Freed, реж. Pierre Louis Guérin и René Fraday | Théâtre de l’Empire, Париж (Франция)                                |                 |
| 1954            | оперетта        | «На Ямайке»                      | À la Jamaïque                                                | муз. Francis Lopez, реж. Pasquali                                      | Théâtre de la Porte-Saint-Martin Париж (Франция)                    |                 |
| 1958            | оперетта        | «Пасифико»                       | Pacifico                                                     | Paul Nivoix, муз. Jo Moutet, реж. Max Revol                            | Théâtre de la Porte-Saint-Martin Париж (Франция)                    |                 |
| 1962            | комедия         |                                  | Les femmes aussi ont perdu la guerre                         | Курцио Малапарте, реж. Raymond Gérôme                                  | Théâtre des Mathurins, Париж (Франция)                              | Энрика          |
| 1964            |                 |                                  | Le Bel indifférent ", «l’Ecole des veuves», "la Voix humaine | Жан Кокто                                                              | Théâtre Municipal, Бурж (Франция)                                   |                 |
| 1965            | трагедия        | «Агнеса Бернауэр»                | Agnès Bernauer                                               | Кристиан Фридрих Хеббель, реж. Marcelle Tassencourt                    | Odéon-Théâtre de l’Europe, Париж (Франция)                          |                 |
| 1968            | комедия         |                                  | La main passe                                                | Georges Feydeau, реж. Jacques Rosny                                    | Théâtre des Célestins, Лион (Франция)                               |                 |
| 1968 (???)      | комедия         |                                  | Service de nuit                                              | Muriel и Sydney Box, реж. Jacques Mauclair                             | турне                                                               |                 |
| 1968            | драма           | «Лоренцаччо»                     | Lorenzaccio                                                  | Альфред де Мюссе, реж. Marcelle Tassencourt                            | Théâtre Montansier, Версаль (Франция), турне                        |                 |
| 1969 (???)      | комедия         | «Укрощение строптивой»           | Service de nuit                                              | Уильям Шекспир, реж. Jean Meyer                                        | Théâtre du Jorat, Мезьер (Mézières) (Швейцария)                     |                 |
| 1970 (???)      |                 |                                  | Le Soir du conquérant                                        | Georges Feydeau, реж. Jacques Rosny,                                   | Théâtre Montansier, Версаль (Франция)                               |                 |
| 1971            | комедия         | «Продавец дождя»                 | Le Faiseur de pluie                                          | Ричард Нэш                                                             | Théâtre Municipal, Кольмар (Франция)                                |                 |
| 1973            | комедия         | «Орелия»                         | Aurélia                                                      | реж. Робер Тома                                                        | Théâtre Daunou, Париж (Франция)                                     |                 |
| 1973            | драма           |                                  | La Complice                                                  | Louis C. Thomas и Jacques Rémy, реж. Jacques Ardouin                   | Théâtre Daunou, Париж (Франция)                                     |                 |
| 1974            | драма           | «Нибелунги»                      | Les Nibelungen                                               | Кристиан Фридрих Хеббель, реж. Jean Rougerie                           | Théâtre Firmin-Gémier , Антони (Франция)                            |                 |
| 1975            | драма           | «Троянской войны не будет»       | La guerre de Troie n’aura pas lieu                           | Жан Жироду                                                             | Théâtre des Célestins, Лион (Франция)                               |                 |
| 1975            | комедия         | «Индюк»                          | Le Dindon                                                    | Жорж Фейдо, реж. Jean Meyer                                            | Théâtre des Célestins, Лион (Франция)                               |                 |
| 1977            | комедия         | «Другой вальс»                   | L’autre valse                                                | Françoise Dorin, реж. Michel Roux                                      | Théâtre municipal de l’Opéra, Лилль (Франция) и турне               |                 |
| 1978            | комедия         |                                  | Hôtel particulier                                            | Pierre Chesnot, реж. Реймон Руло                                       | Théâtre de Paris, Париж (Франция)                                   |                 |
| 1978            | драма           | «Пышка»                          | Boule de suif                                                | Ги де Мопассан, муз. Henri Sauguet, реж. Jean Meyer                    | Théâtre des Célestins, Лион (Франция)                               |                 |
| 1979            | комедия         | «Лжец»                           | Le Menteur                                                   | Пьер Корнель, реж. Jean Meyer                                          | Théâtre des Célestins, Лион (Франция)                               |                 |
| 1979            | мюзикл          | «Шербурские зонтики»             | Les Parapluies de Cherbourg                                  | Жак Деми, муз. Мишель Легран, реж. Raymond Gérôme                      | Théâtre Montparnasse, Париж (Франция)                               |                 |
| 1981            | комедия         | «Человек, зверь и добродетель»   | L’Homme, la bête et la vertu                                 | Луиджи Пиранделло, реж. Henri Tisot                                    | Théâtre des Célestins, Лион (Франция)                               |                 |
| 1983            | комедия         |                                  | Argent, mon bel amour                                        | Роже Анен                                                              | Théâtre Daunou, Париж (Франция)                                     |                 |
| 1984            | драма           | «Преступление на Козьем острове» | Dellito all’Isola delle capre                                | Уго Бетти, реж. Jacqueline Boeuf                                       | Théâtre Tête d’Or, Лион (Франция)                                   |                 |
| 1984            | комедия         | «Там, где вы»                    | Là où vous êtes                                              | Alain Malraux, реж. Marcelle Tassencourt                               | Théâtre Montansier, Версаль (Франция)                               |                 |
| 1985            | комедия         | «Гарольд и Мод»                  | Harold et Maude                                              | Колин Хиггинс, реж. Jean-Luc Tardieu                                   |                                                                     |                 |
| 1987            | комедия         | «Гарольд и Мод»                  | Harold et Maude                                              | Колин Хиггинс, реж. Jean-Luc Tardieu                                   | Théâtre de Loire Atlantique, Нант, Théâtre Antoine, Париж (Франция) |                 |
| 1997            | комедия         |                                  | Les Bonshommes                                               | Françoise Dorin, реж. Jacqueline Boeuf                                 | Théâtre de la Tête d’Or, Париж (Франция)                            |                 |
| 2006            | драма           | «Санд и Мюссе, любовники века»   | Sand et Musset, les Amants du siècle                         | Michèle Ressi, муз. Laurent Aknin, реж. Albert-André Lheureux          | Théâtre de la Huchette, Париж (Франция)                             | сценограф       |

### Дискография

#### Сольные альбомы[5]
- 1962 : Garce de vie, 45 об. / 17см / EP, Philips (432.842 BE)
- 1964 : L’adieu, 45 об. / 17см / EP, Philips (432.983 BE)
- 1965 : Les montagnes bleues, 45 об. / 17см / EP, Philips (437.093 BE)
- 1968 : La caverne d’Ali Baba, 45 об. / 17см / EP, Philips (437.440 BE)
- 1970 : Une autre vie, 45 об. / 17см / SP, Riviera (121.345 L)
- 1974 : (Il était une fois) les fées, 45 об. / 17см / SP, Epic (EPC 10 663)

#### Аудиокниги (сказки)[1]
- 1990 : Contes traditionnels 1 (1xMC), CBS disques SA (France)
- 1991 : Contes traditionnels 3 (1xMC, 1xCD),Sony music France
- 1994 : Cassette surprise 1 (1xMC),Sony music France
- 2003 : Le chat botté ; Les Fées (1xCD), Sony music France

#### Саундтреки[5]
- 1959 : Pacifico
- 1959 : La vie passe, 45 об. / 17см / EP Pathé / Pathé-Marconi (45 EG 453)
- 1961 : Cléo de 5 à 7, 45 об. / 17см / EP, Philips (432.596 BE)
- 1962 : Liberté 1, 45 об. / 17см / EP, Philips (432.778 BE)
- 1980 : Les parapluies de Cherbourg — Nouvel enregistrement intégral, 33 об. / 30см / Multiple, Accord (ACV 130011)
- 1989 : Les Parapluies De Cherbourg (пост. Theatre Montparnasse, Paris, сентябрь 1979) Accord France (ASIN : B01KB2T4S0)

#### Сборники (компиляции)[8]
- 1972 : Au pays du soleil : l’opérette, ses étoiles et ses succès, (9xMC), 33 об. / 30 см, Selection du Reader’s digest
- 1991 : Le mépris (1xCD, 1xMC), Milan music
- 2005 : Le Cinéma de Michel Legrand (4xCD), Emarcy (ASIN : B0009F7FPY)
- 2006 : Le Cinéma De Michel Legrand Nouvelle Vague, Emarcy (ASIN : B000F8ZN6S)
- 2011 : Nouvelle Vague (3xCD), Emarcy (ASIN : B005SD25V6)
- 2011 : Champs-Elysées (4xCD), Sme Strategic Marketing Group

(ASIN : B005IQXTIG)
- 2013 : Très Chic! (French Cool From Paris To The Côte D’Azur) (2xCD), Metro Select (METRSL075)
- 2014 : Très Chic! (French Style… The Effortless Art Of Cool) (2xCD), Metro Select
- 2016 : Voyage À Travers le Cinéma Français, Emarcy (ASIN : B01K0ATOOM)
- 2017 : Nouvelle Vague — Musiques et Chansons de Films (виниловый альбом), Emarcy (ASIN : B01MYC192K)